# Thanatus forbesi
Thanatus forbesi är en spindelart som beskrevs av Pocock 1903. Thanatus forbesi ingår i släktet Thanatus och familjen snabblöparspindlar.
Artens utbredningsområde är Socotra. Inga underarter finns listade i Catalogue of Life.